# Домпјер ан Морван
Домпјер ан Морван (фр. Dompierre-en-Morvan) насеље је и општина у источном делу централне Француске у региону Бургоња, у департману Златна обала која припада префектури Монбар.
По подацима из 2011. године у општини је живело 225 становника, а густина насељености је износила 14,99 становника/km². Општина се простире на површини од 15,01 km². Налази се на средњој надморској висини од 380 метара (максималној 438 m, а минималној 323 m).

## Демографија
| 1962. | 1968. | 1975. | 1982. | 1990. | 1999. | 2011. |
| ----- | ----- | ----- | ----- | ----- | ----- | ----- |
| 169   | 218   | 204   | 161   | 163   | 200   | 225   |

График промене броја становника у току последњих година